# Épervier de Horsfield
Tachyspiza soloensis
Espèce
Statut de conservation UICN

 LC  : Préoccupation mineure
Statut CITES
L'Épervier de Horsfield (Tachyspiza soloensis) est une espèce d'oiseaux de la famille des Accipitridae.

## Répartition
Cette espèce niche en Manchourie, en Corée et à travers le sud de la Chine ; elle hiverne à Hainan, aux Philippines et en Indonésie.